# It's Immaterial
Gli It's Immaterial sono un gruppo musicale alternative rock britannico, attivo dal 1980.

## Storia del gruppo
Si formarono a Liverpool nel 1980 come quartetto, composto da tre membri degli Yachts, il cantante di Manchester John Campbell, il chitarrista Martin Dempsey ed il tastierista Henry Priestman, e dal batterista Paul Barlow. Pubblicarono il primo singolo nel 1980 e nel 1981 registrarono per la BBC la prima delle 5 puntate di The Peel Sessions a loro dedicate, nelle quali ebbero modo di farsi conoscere dal grande pubblico. Nel 1982 entrò nella band il chitarrista e tastierista Jarvis Whitehead.
Nel 1984 la band si ridusse al duo John Campbell e Jarvis Whitehead e continuò a realizzare singoli ed EP. Tra i vari lavori pubblicati si segnalarono il brano A Gigantic Raft del 1981, che sarebbe stato inserito nella colonna sonora del film The Manchurian Candidate del 2004, e l'EP Fish Waltz del 1985, che raggiunse il 30º posto nella Official Independent Chart, la classifica britannica dei dischi di musica indie. Un grande successo fu il successivo singolo Driving Away From Home, sempre del 1985, che raggiunse il 18º posto delle classifiche britanniche e sarebbe poi stato inserito in molti spot pubblicitari ed in alcune compilation degli anni ottanta.
Nel settembre del 1986 fu pubblicato Life's Hard Then You Die, il primo album degli It's Immaterial, che racchiude diversi generi musicali. Ottenne un discreto successo di pubblico, piazzandosi al 62º posto nelle classifiche di vendita del Regno Unito, ed un'ottima accoglienza della critica, che ne sottolineò la freschezza innovativa e l'armonia della parte vocale. Dopo qualche anno di silenzio, il gruppo ritornò nel 1990 con l'album Song; malgrado i positivi giudizi della critica, che dopo la pubblicazione li definì i Pet Shop Boys della musica indie, il disco si rivelò un fallimento dal punto di vista commerciale. In seguito gli It's Immaterial prepararono l'album House for Sale, ma non trovarono nessuna casa editrice disposta a pubblicarlo e si sciolsero.
Durante il decennio di attività, oltre ai membri della band si erano alternati nelle formazioni dei vari dischi pubblicati anche il bassista Julian Scott, i percussionisti Mick Dempsey, Brenda Airturo e Brenda Kenny ed il cantante Gillian Miller.
Nel 2016, quasi a sorpresa, viene pubblicata una ristampa dell'album Life's Hard Then You Die con un secondo CD che racchiude remix, lato B, inediti ed una "session" fatto per la trasmissione di John Peel per la BBC.
A settembre 2016 il gruppo lancia l'iniziativa di crowdfunding per la pubblicazione dell'album "perso" House For Sale tramite il sito di Pledge Music. La pubblicazione vede la luce il 18 settembre 2020.

## Discografia

### Album
- 1986 Life's Hard and Then You Die (Siren Records)
- 1990 Song (Siren Records)
- 2016 Life's Hard and Then You Die (deluxe edition)
- 2020 House For Sale (It's Immaterial)

### Singoli
- 1980 Young Man (Seeks Interesting Job) / Doosha (A Success Story) (Hit Machine, HIT 001)
- 1981 A Gigantic Raft (in the Philippines) / No Place for a Prompter (Inevitable, INEV 9)
- 1982 Imitate the Worm / The Worm Turns (L.H.M., IHM 002)
- 1983 White Man's Hut / The Worm Turns (Eternal, JF 2)
- 1984 A Gigantic Raft (in the Philippines) / The Mermaid (Eternal, JF 4)
- 1985 Ed's Funky Diner / Washing the Air (Siren, SIREN 8)
- 1986 Driving Away from Home (Jim's Tune) / Trains, Boats, Planes (Siren, SIREN 15) 18º posto delle classifiche britanniche
- 1986 Ed's Funky Diner (Friday Night, Saturday Morning) / Only the Lonely (Siren, SIREN 24) 65° nelle classifiche britanniche
- 1986 Space / Washing the Air (Siren, SIREN 34)
- 1987 Rope / Festival Time (Siren, SIREN 38)
- 1990 Heaven Knows / River (Siren, SIREN 129)

### Extended Play
- 1985 Fish Waltz (Ark, DOVE 3)
- 1988 Driving Away from Home (Jim's Tune) (Virgin, CDT 26)